# Dolnoborišovská dolina
Dolnoborišovská dolina – dolina w Wielkiej Fatrze na Słowacji. Jest orograficznie prawym odgałęzieniem Necpalskiej doliny (Necpalská dolina). Wcina się pomiędzy północno-zachodnie zbocza Borišova (1510 m) i południowe stoki szczytu Prierastlé (1240 m). Zaczyna się na wysokości około 1450 m płytką depresją, która stopniowo przekształca się w coraz głębszą, żlebowatą dolinkę. Jest na całej swojej długości porośnięta lasem. Jej dnem spływa niewielki potok. Dolnoborišovská dolina uchodzi do Necpalskiej doliny w lesie, na wysokości około 770 m.